# Tricharaea occidua
Tricharaea occidua is een vliegensoort uit de familie van de dambordvliegen (Sarcophagidae). De wetenschappelijke naam van de soort is voor het eerst geldig gepubliceerd in 1794 door Johann Christian Fabricius.